# سوپرتان
سوپرتان (سوئدی: Superettan) دومین لیگ معتبر فوتبال در کشور سوئد است که در سال ۲۰۰۰ بنیان‌گذاری شده و زیر نظر اتحادیه فوتبال سوئد برگزار می‌شود.